# War of the Worlds: New Millennium
War of the Worlds: New Millennium is een sciencefictionroman uit 2005, geschreven door Douglas Niles en uitgegeven door Tor Books.
Het boek is een moderne hervertelling van H.G. Wells’ roman The War of the Worlds. De invasie vindt in dit boek plaats in 2005.

## Inhoud
Nadat een onderzoeksrobot (Vision) op Mars contact verliest met de Aarde, verschijnen er opeens een groot aantal lichtflitsen op het oppervlak van de planeet. Een op elke Martiaanse dag (24 uur, 37 minuten). De lichtflitsen doen wetenschappers versteld staan, totdat ze ontdekken dat vreemde objecten van Mars op weg zijn naar de Aarde. Een spaceshuttle wordt gelanceerd om de voorwerpen van dichterbij te bekijken. Deze shuttle en zijn bemanning worden het eerste slachtoffer van de Martianen.
De eerste van in totaal elf objecten zendt bij aankomst op Aarde een elektromagnetische puls uit van 1 miljoen volt. Deze puls treft heel Noord-Amerika en schakelt alle computersystemen en elektronica uit. De andere objecten beginnen eveneens pulsen uit te zenden, die de rest van de wereld treffen. Op deze manier immobiliseren de Martianen de wereld. Vervolgens lanceren de objecten cilinders, die op strategische punten rond de wereld landen.
Terwijl vliegtuigen neerstorten en auto’s ermee ophouden, probeert Alex DeVane om het NASA hoofdkwartier te bereiken. Wanneer de cilinders landen en bombarderen geen effect heeft, stuurt het Amerikaanse leger een speciale eenheid om de aliens aan te vallen. De cilinders gaan open en uit de cilinders komen Martiaanse machines tevoorschijn: vliegende schotels die steunen op trekstraalachtige benen. Ze zijn gewapend met een laser die overal doorheen brandt. De opgeroepen eenheid kan niets doen, en de Martianen zetten hun invasie voort.
Het Amerikaanse leger verliest gevecht na gevecht. De Martianen roeien in elke stad waar ze komen de inwoners uit met een gifgaswapen, en lijken daarna de dood en vernietiging in te ademen. Dit gedrag zorgt dat dokters en wetenschappers concluderen dat de Martianen zich voedden met grote hoeveelheden bacteriën. Hierop proberen ze een penicilline/antibioticabom, die de Martianen even tegen lijkt te houden. Na meer onderzoek door Markus DeVane ontdekt men dat een speciaal soort schimmel een Martiaan fataal kan worden. Deze oplossing wordt wereldwijd toegepast, en de invasie wordt gestopt.

## Personages
- Alex DeVane – Projectmanager van het ruimteprogramma voor missies naar Mars.
- Mark DeVane – Vader van Ales. Voormalige professor en expert op het gebied van Mars. *Duke Hayes – A-10 Warthog piloot
- Nate Hayes – spaceshuttle piloot, broer van Duke Hayes

## Belangrijkste thema’s
- Alien invasie op Aarde.
- Verlies van technologie omdat hi-tech apparatuur uit wordt geschakeld.